# .nyc
A .nyc egy internetes legfelső szintű tartomány kód, hivatalosan még nem jelentették be a kód létrehozását.